# Symona Boniface
Pour les articles homonymes, voir Boniface.
Symona Boniface (1894-1950) est une actrice américaine.

## Biographie
Elle est née à New York, elle est la fille de George Boniface, un acteur de théâtre originaire d'Angleterre, et de Norma Farner Boniface, originaire d'Allemagne.
Elle débute au théâtre en 1925.

## Filmographie
- 1927 : Baby Brother
- 1928 : La Belle Ténébreuse de Fred Niblo
- 1929 : The Fatal Warning de Richard Thorpe
- 1931 : The Public Defender de J. Walter Ruben
- 1935 : Pardon My Scotch
- 1936 : Dortoir de jeunes filles (Girls Dormitory) d'Irving Cummings
- 1936 : Marihuana de Dwain Esper
- 1936 : Slippery Silks
- 1938 : Termites of 1938
- 1938 : Tassels in the Air
- 1940 : A Plumbing We Will Go
- 1940 : No Census, No Feeling
- 1941 : All the World's a Stooge
- 1941 : An Ache in Every Stake
- 1941 : In the Sweet Pie and Pie
- 1941 : Some More of Samoa
- 1942 : Loco Boy Makes Good
- 1943 : Spook Louder
- 1944 : Crash Goes the Hash
- 1945 : Micro-Phonies
- 1945 : Girls of the Big House
- 1946 : G.I. Wanna Home
- 1946 : Ses premières ailes (Gallant Journey) de William A. Wellman :
- 1946 : Gilda
- 1947 : Half-Wits Holiday
- 1947 : All Gummed Up
- 1947 : L'Ange et le Mauvais Garçon
- 1948 : Heavenly Daze
- 1949 : Vagabond Loafers
- 1951 : Pest Man Wins
- 1955 : Bedlam in Paradise
- 1956 : Scheming Schemers
- 1958 : Pies and Guys
- 1960 : Stop! Look! and Laugh!